# Salix rowleei
Salix rowleei är en videväxtart som beskrevs av C. K, Schneider. Salix rowleei ingår i släktet viden, och familjen videväxter. Inga underarter finns listade i Catalogue of Life.